# Урочище «Пужа»
Урочище «Пужа» — заповідне урочище в Україні, об'єкт природно-заповідного фонду Київської області. Розташований у межах Макарівського району Київської області. 
Площа 10 га. Урочище розташоване в межах Плахтянського лісництва ДП «Київське лісове господарство», квартал 1 виділи 1.1, 7, 8, 9, 9.1, 14 на території Плахтянської сільської ради. Об'єкт оголошено рішенням чотирнадцятої сесії Київської обласної ради ХХІІІ скликання від 23 листопада 2000 року № 249-14-ХХІІІ.

## Опис

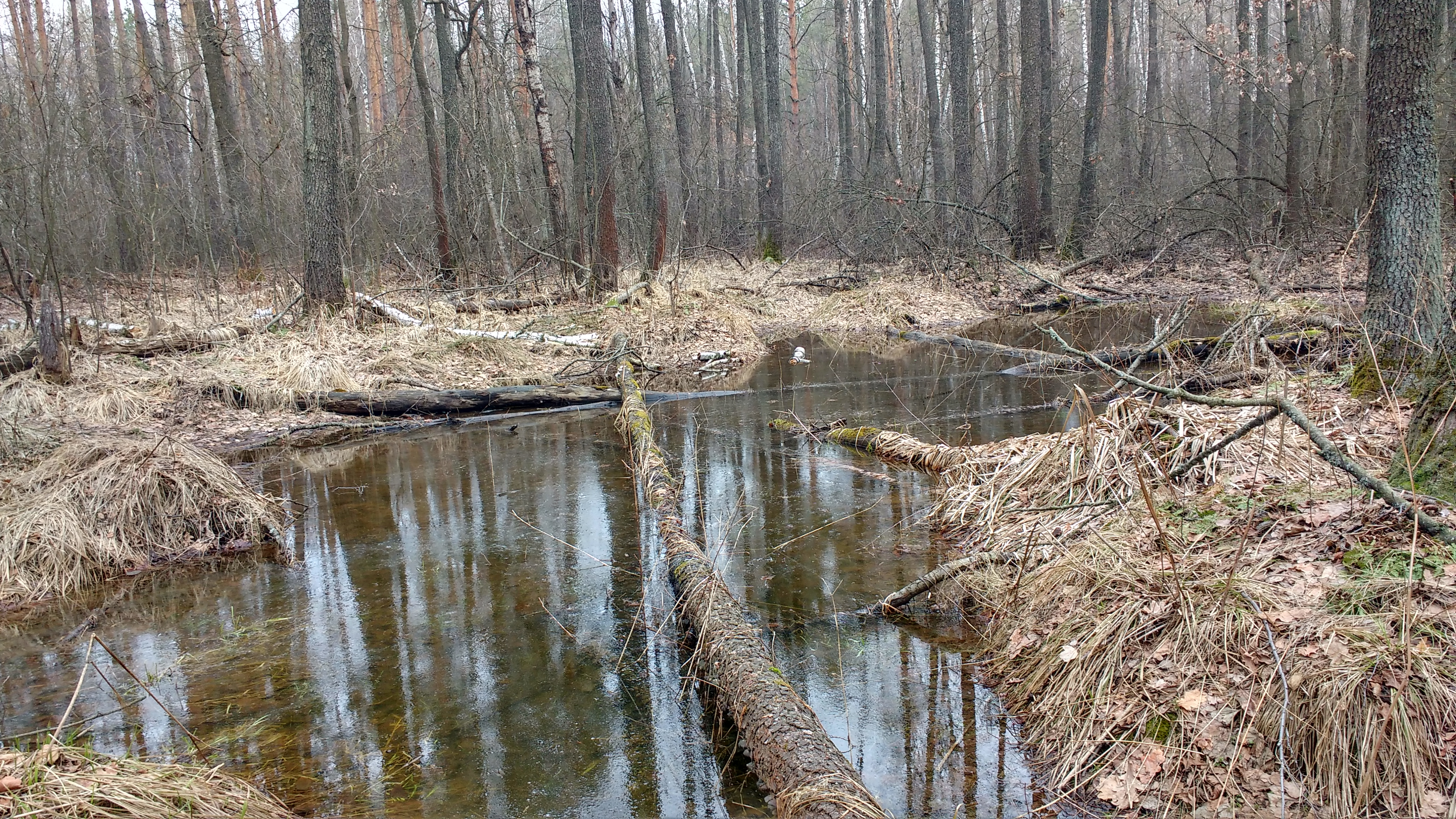
Річка Здвиж у межах урочища

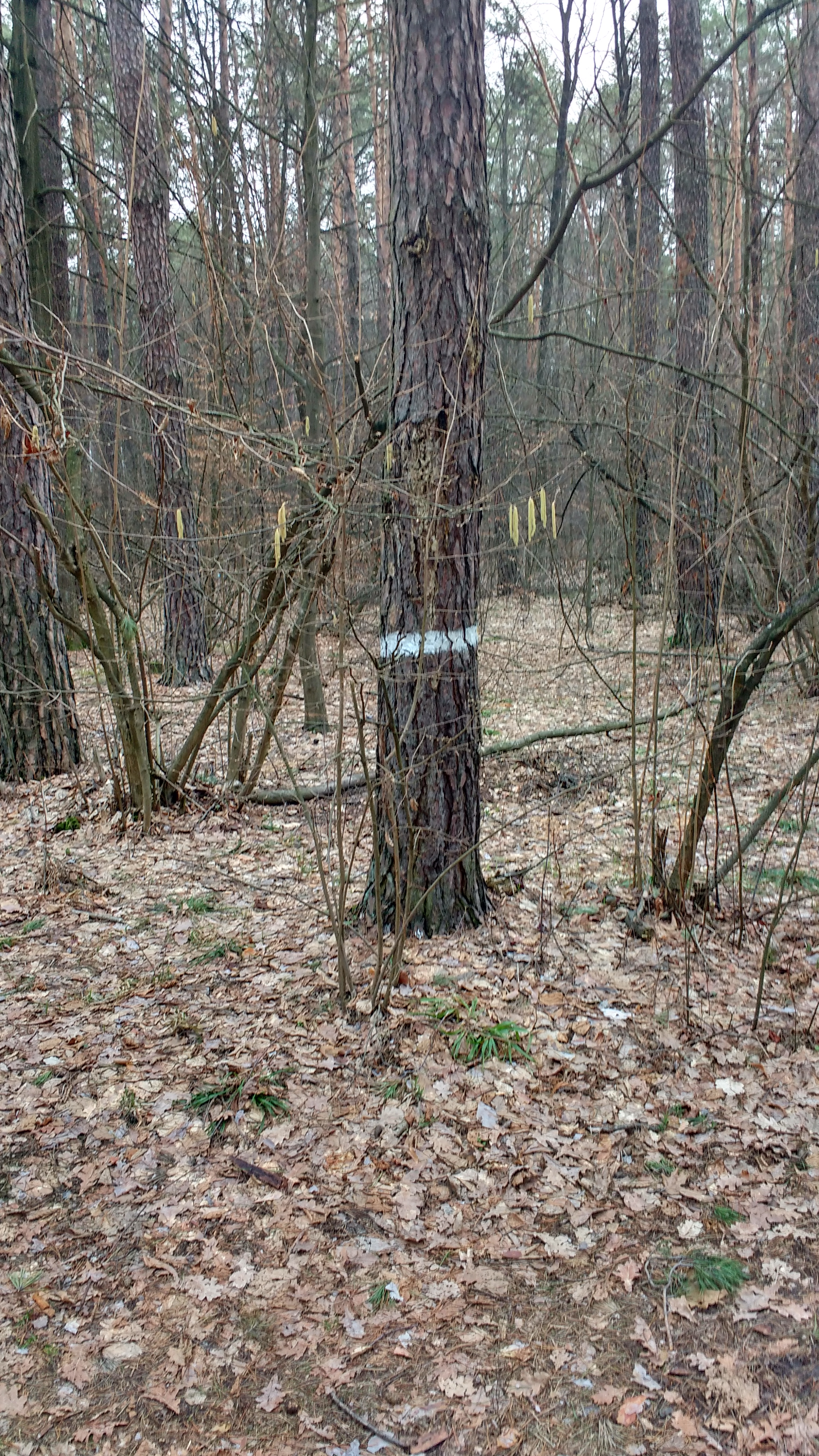
Маркування меж заповідного урочища

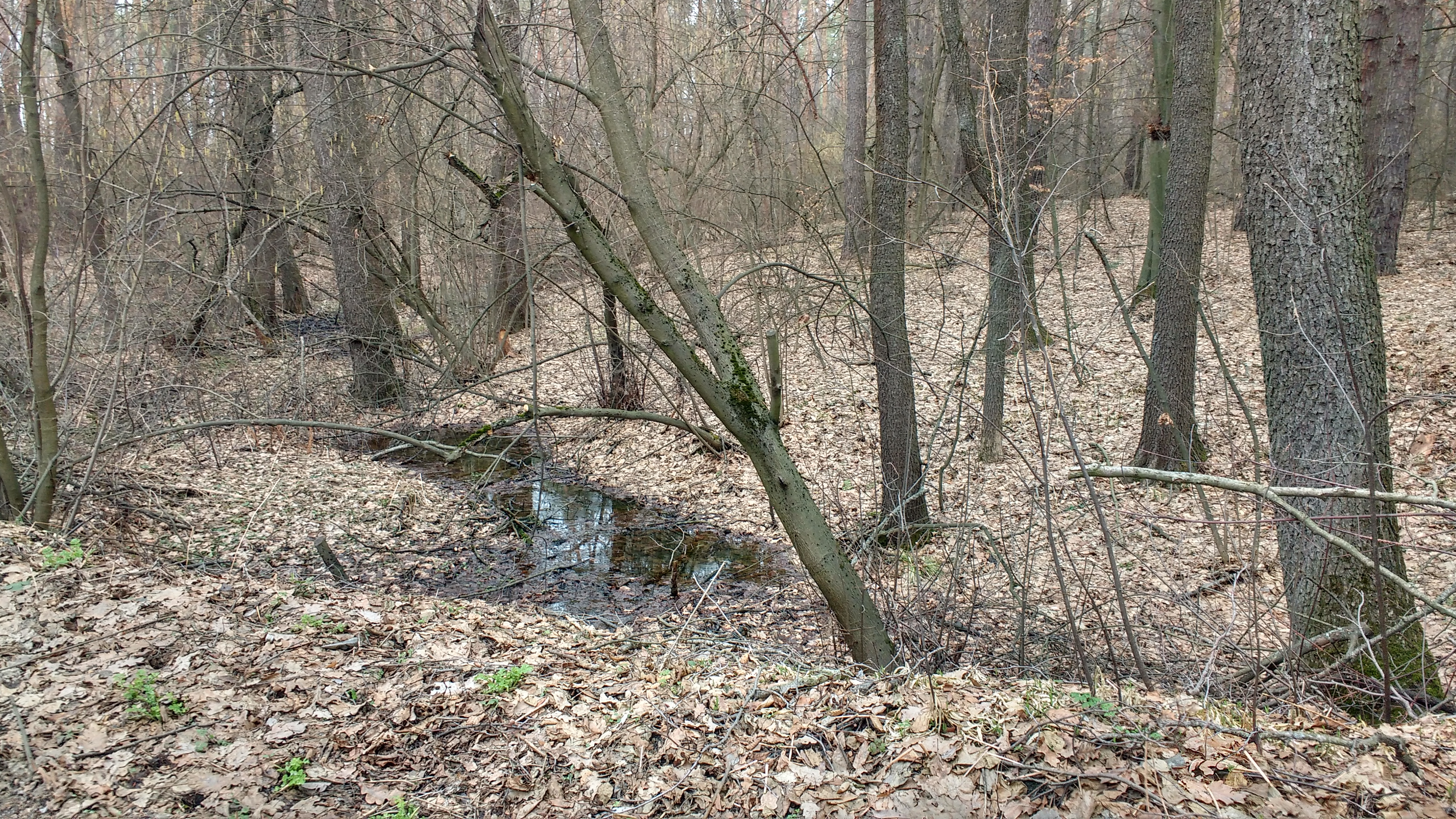
Рання весна в урочищі

Територія є долиною невеликого струмка водозбору річки Здвиж. Характерною особливістю ділянки є наявність джерел, які давно привертають увагу своєю питною водою. В урочищі різноманітний рослинний покрив. Вздовж водотоку та по неширокому, місцями заболоченому, днищу утворились гідрофільні угруповання, переважно з трав'янистою рослинністю. У верхів'ях струмка на підвищеннях рельєфу розміщуються різноманітні угруповання соснових лісів, які є характерними для цього регіону. Нижче у рельєфі в 200—300 м від верхів'я струмка на більш вирівняній ділянці розміщується дубово-грабовий ліс з розрідженим ярусом дуба і більш густим грабом. Найбільші площі в урочищі займає лісова рослинність, серед якої переважають угруповання соснових лісів. Це середньовікові соснові насадження. 
Характерною особливістю цих ценозів є наявність дуба у другому ярусі, а ближче до струмка поодиноко трапляється липа. В ярусі підліску трапляється ліщина, бруслина бородавчаста, місцями малина, в трав'яному покриві переважають злаково-різнотравні ценози. В цих угрупованнях зберігається флористичне ядро бореальних видів — веснівка дволиста, щитник шартрський, щитник чоловічий. Відмічені види неморальної флори: зленчук жовтий, осока пальчаста, зірочник ланцетоподібний.